# Polaroscyphus spetsbergianus
Polaroscyphus spetsbergianus är en svampart som beskrevs av Huhtinen 1987. Polaroscyphus spetsbergianus ingår i släktet Polaroscyphus och familjen Hyaloscyphaceae.   Inga underarter finns listade i Catalogue of Life.